# Space Dogs 2
Space Dogs 2 (ryska: Белка и Стрелка. Лунные приключения) är en rysk datoranimerad spelfilm. Den hade premiär i Ryssland den 6 februari 2014, och i Sverige den 6 augusti 2014.

## Handling
Belka och Strelka reser tillsammans med Kazbek till månens baksida för att undersöka mystiska fenomen som har inträffat på jorden.

## Rollista
| Roll                  | Rysk röst                    | Svensk röst                                      |
| --------------------- | ---------------------------- | ------------------------------------------------ |
| Belka                 | Nonna Grisjajeva             | Jenny Wåhlander                                  |
| Strelka               | Marjana Spivak               | Simona Holmström                                 |
| Venja                 | Jevgennij Mironov            | Johan Reinholdsson                               |
| Kazbek                | Sergej Garmasj               | Fredrik Hiller                                   |
| Pusjok                | Lev Akselrod, Ilja Khramtsov | Adam Helin                                       |
| Bonnie                | Timur Rodriguez              | Christian Jernbro                                |
| Kesha                 |                              | Daniel Bergfalk                                  |
| Psykiatrikerkatten    | Alexander Gavrilin           |                                                  |
| Fiffi                 | Stasia Kudjakova             | Matilda Knutsson                                 |
| Katt från Vita huset  | Aleksej Kolgan               |                                                  |
| Pudel från Vita huset | Danil Sjtjeblanov            | Daniel Bergfalk                                  |
| Kanin från Vita huset | Roman Kvasjin                | Christian Jernbro                                |
| Caroline Kennedy      | Masja Jemeljanova            |                                                  |
| Doktorn               |                              | Niclas Ekholm                                    |
| Rodya                 |                              | Matilda Knutsson (dialog) Thea Gustafsson (sång) |
| Sovjetisk presentatör |                              | Fredrik Hiller                                   |

- Översättning – Anna Holknekt
- Regi – Christian Jernbro
- Svensk version producerades av KM Studio[1]